# Astapada
Astapada is een bestuurslaag in het regentschap Cirebon van de provincie West-Java, Indonesië. Astapada telt 5354 inwoners (volkstelling 2010).